# San Lorenzo in Panisperna

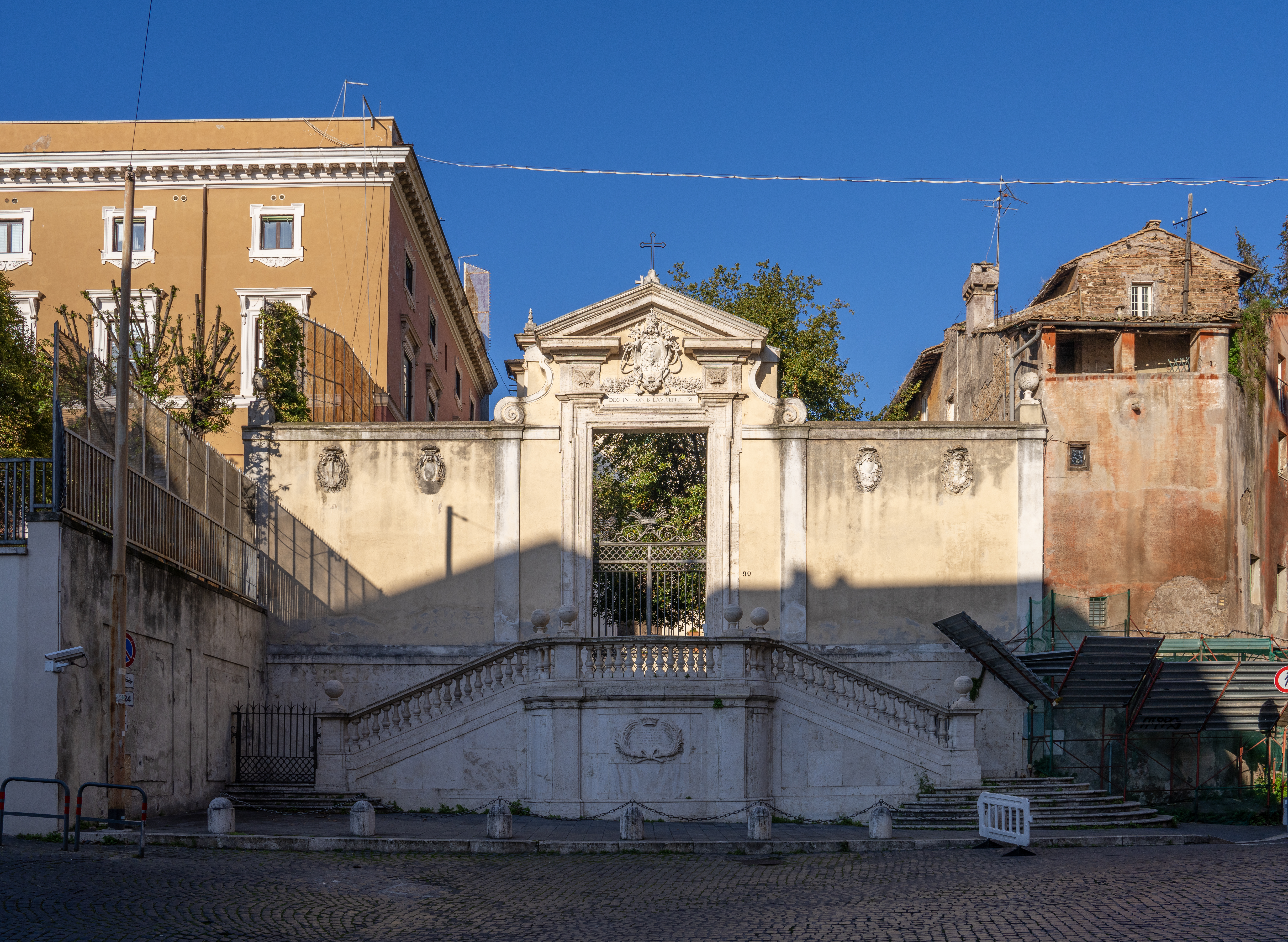
Außenansicht

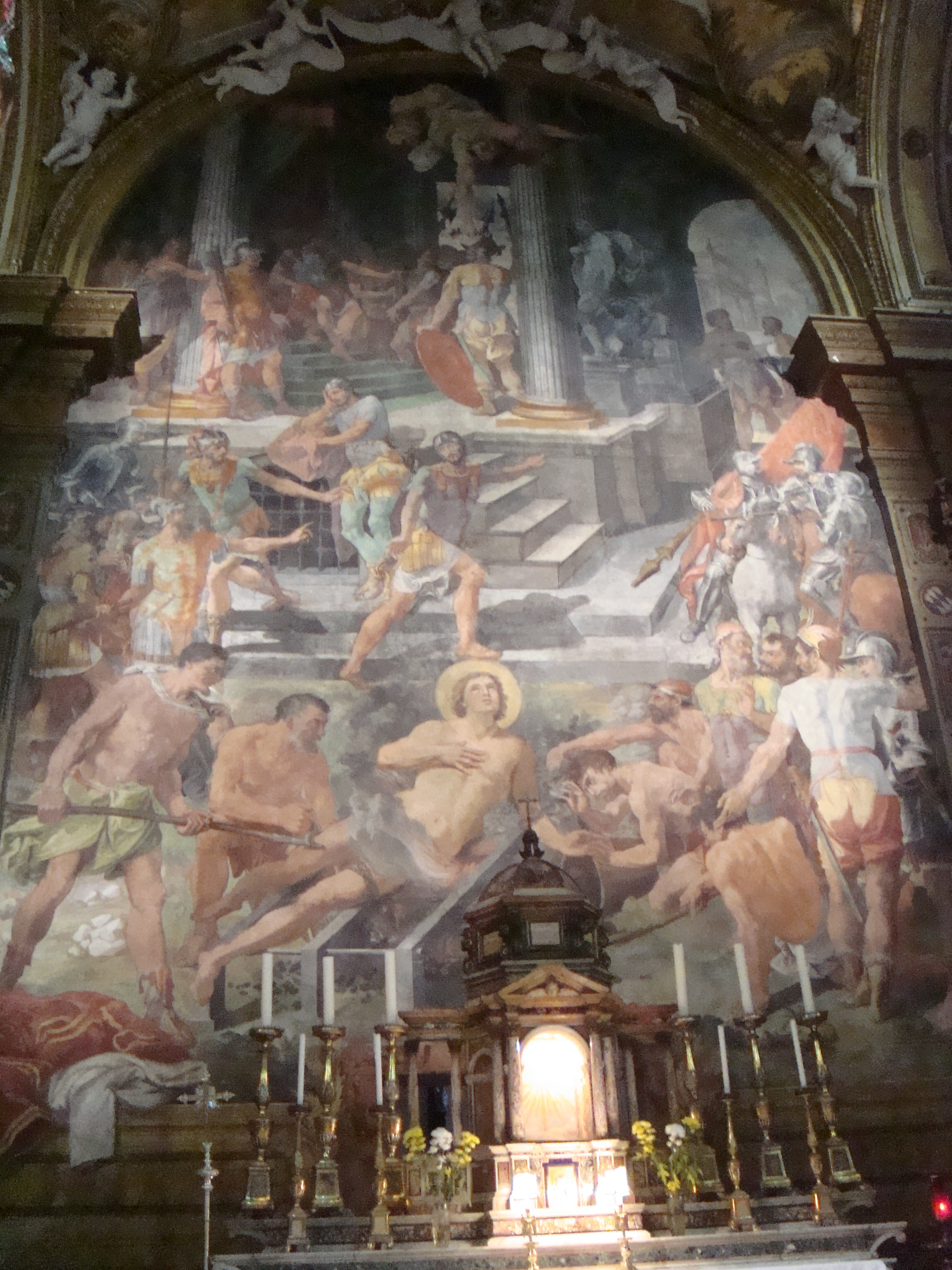
Innenansicht

San Lorenzo in Panisperna ist eine römisch-katholische Kloster-, Titel- und Stationskirche an der Via Panisperna in Rom. In älterer Zeit war sie als San Lorenzo in Formoso bekannt. Die Kirche wurde auf dem Platz des Martyriums des hl. Laurentius, nach dem in Rom noch weitere Kirchen benannt sind, errichtet.

## Name
Panisperna soll sich auf die Tradition der Klarissen des angrenzenden Klosters beziehen, am 10. August, dem Fest des hl. Laurentius, an die Armen, Brot und Schinken (lateinisch panis et perna) zu verteilen. Der vorherige Name in Formoso bezog sich entweder auf Papst Formosus, der die Kirche an diesem Ort errichten lassen haben soll, oder auf das Wort formosus, was „schön“ bedeutet.

## Geschichte
Laut Tradition wurde die erste Kirche rund 100 Jahre nach dem Martyrium des hl. Laurentius durch Kaiser Konstantin den Großen auf dem Viminalhügel errichtet. Bereits im fünften Jahrhundert handelte es sich um eine der Stationskirchen der Stadt Rom. Der erste Hinweis auf die Kirche finden sich im Liber Pontificalis von Papst Hadrian I. (772–795), da sie darin als einer der renovierten Kirchen auftaucht. Der erste schriftliche Nachweis für eine Kirche an dieser Stelle stammt von 1300, als Papst Bonifatius VIII. die Kirche wiedererbaute. Zusätzlich wurde auch eine Abtei. 1451 übernahmen Benediktiner diese Abtei und später die Klarissen. Im Februar 1872 wurde das Kloster von der italienischen Regierung beschlagnahmt. Dank Kardinal Jacopo Colonna wurden im Jahr 1896 Kirche und Abtei wiederhergestellt. Derzeit leiten Franziskaner die Seelsorge.
Die gegenwärtige Kirche ist das Ergebnis des Wiederaufbaus durch Carlo Rainaldi in den Jahren 1575–1576 oder 1565–1574 unter Papst Gregor XIII. Einer der größten Förder war Kardinal Guglielmo Sirleto. Zu dieser Zeit bekam sie den Beinamen in Panisperna. Im Gegensatz zur alten Kirche, die eine Basilika war, war der Neubau eine einfache Saalkirche mit Chor hinter dem Hochaltar. Ein prächtigerer Bau war aufgrund der Klausur der Klarissen nicht notwendig. Ein neuer, äußerer Portikus wurde im 17. Jahrhundert hinzugefügt. Papst Leo XIII., der in dieser Kirche die Bischofsweihe empfing, ließ sie zwischen 1893 und 1894 mit Bildern des hl. Laurentius sowie des hl. Franziskus ausstatten.
In der Kirche betete die hl. Birgitta oft vor einem Kruzifix, welches von Giuseppe Montesanti (1757) gestaltet wurde. Nach ihrem Tode 1373 wurde auch ihr Leichnam in der Kirche aufgebahrt, bevor er nach Vadstena transportiert wurde. Heute erinnert ein Seitenaltar und eine Statue im Innenhof an die Heilige.

## Kardinalpriester
Im Jahr 1517 wurde die Kirche von Papst Leo X. zur Titelkirche erhoben. Aktueller Kardinalpriester ist Michael Michai Kitbunchu seit 1983.